# Świerchowa
Świerchowa – wieś w Polsce położona w województwie podkarpackim, w powiecie jasielskim, w gminie Osiek Jasielski.
W latach 1975–1998 miejscowość administracyjnie należała do województwa krośnieńskiego.